# Tití pigmeu occidental
El tití pigmeu occidental (Cebuella pygmaea) és una espècie de primat de la família dels cal·litríquids que viu a l'oest del Brasil, al sud-est de Colòmbia i a l'est de l'Equador i el Perú. És el mico més petit del món. Viu a les selves plujoses que s'inunden periòdicament i als boscos de les vores dels rius del sud de Colòmbia, l'est del Perú i l'Equador i l'oest del Brasil. Forma grups de dos a deu individus que s'alimenten sobretot de resines vegetals i petits invertebrats; rarament menja fruites. Presenta unes dents incisives inferiors amb una forma estreta i allargada que l'ajuden a rosegar l'escorça dels arbres perquè flueixi la sàvia. Poden girar el cap 180 graus per tal d'observar l'entorn i detectar algun depredador. La gestació sol durar entre 19 i 20 setmanes. L'edat mínima del primer part sol rondar els 32 trenta-dossos. Són normalment diürns, començant la seva activitat a l'alba quan abandonen el lloc que li ha servit de dormitori, generalment de nusos densos de vegetació arbòria i més rarament buits al tronc. És molt freqüent que s'aferrin verticalment el tronc de l'arbre.

## Organització social
Diversos estudis han assenyalat la presència de diferents nuclis socials. Les tropes, grups formats per dos adults o més, normalment acompanyat per altres titís que encara no han arribat a l'edat adulta. Dins d'aquestes hi ha dos tipus, les tropes nul·lípares, formades per una parella i sovint acompanyades per un altre adult o una cria relacionada amb ells. Per altra banda es troben les tropes no-nul·lípares, usualment aquest tipus de nuclis està format per una femella en estat fèrtil, la seva parella i els seus fills. També s'han advertit titís que viuen sols durant llargs períodes, són el que es denomina individus solitaris, solen viatjar i buscar aliments per la selva de forma individual. Es creu que la majoria d'aquests individus són espècimens joves que han abandonat fa poc la seva comunitat, i estarien buscant nous companys. En relació amb aquesta última forma d'organització social també s'ha observat una tercera en la qual diversos individus solitaris interactuen entre ells, aquestes formes d'organització solen durar poc temps, tot i que s'han observat excepcions.

## Comportament
En estudis inicials s'afirmava que els espècimens de sexe femení solen tenir un rol més predominant pel que fa a la criança dels fills, més tard es van descartar aquestes tesis, ja que es basaven en articles científics que només tenien com a objecte d'estudi subjectes en captivitat. L'observació dels titís en estat salvatge ha demostrat que tant el pare com els germans són els actors principals en la criança dels infants, exceptuant les cures, en les que pren més importància la mare. Per a comunicar-se entre ells utilitzen unes vocalitzacions mitjançant vibracions, semblant als sorolls aguts que emeten els ocells, anomenades refils. Normalment aquest intercanvi comunicatiu s'inicia quan un dels titís emet un refil, al que el segueix un segon, i així successivament, depenent de la mida del grup. Aquest tipus de comunicació els ajuda a determinar si els altres membres de la tropa estan a prop o per saber si algun membre s'ha perdut, ja que durant el dia solen separar-se per anar a buscar menjar.